# Elda Peralta
María Elda Peralta Ayala (Hermosillo, Sonora, 28 de julio de 1932-15 de mayo de 2024), conocida como Elda Peralta, fue una actriz y escritora mexicana. Fue conocida por sus papeles en películas como Cárcel de mujeres (1951), Necesito dinero (1953), El rey de México (1956) y Bendito entre las mujeres (1959).

## Biografía y carrera

### Primeros años
María Elda Peralta Ayala nació el 28 de julio de 1932 en Hermosillo, siendo hija de un funcionario de aduanas. Su padre se empeñó en que sus hermanas y ella dominaran el idioma inglés, por lo que fueron internadas en escuelas de Estados Unidos.
Proviene de una familia de abolengo que perdió sus propiedades en la Revolución, sobre todo por sus abuelos maternos, cuya hacienda en Acámbaro, Guanajuato, les fue arrebatada por los agraristas en 1934.
Fue precisamente en Acámbaro donde los padres de Elda se casaron, su padre fue trasladado a Hermosillo, donde nacieron sus hermanas y ella. Más adelante decidieron radicar en la Ciudad de México. Allí se fortaleció la idea de hacer cine.
Comenzó a trabajar en cine en 1949, aunque su papá se opuso. Previo a ello y siendo tenista profesional, Elda conoció al escritor y periodista Luis Spota, le habló de sus aspiraciones de hacer cine y le dio la pauta para entrar al medio fílmico. Aunque alguien le dijo que una muchacha decente como ella nunca lograría sus objetivos, porque en ese medio todo el mundo busca algo más...
Spota consiguió para Elda lo que se presumía sería su primera película, e inclusive, como protagonista, pero sucedió algo que no solo echó por tierra su debut, sino que la marcó para toda la vida: "Aquel cineasta, del que no diré su nombre, sobre todo porque ya murió, quiso pasarme por las horcas caudinas (sufrir el sonrojo de hacer por fuerza lo que no se quería)", se negó, porque tenía la rebeldía suficiente para no dejarse arrastrar.
De todas formas Elda tendría una pequeñísima parte en la cinta. Después de nueve horas de espera y cuando estaba frente a la cámara, Luis Spota entró al foro. El realizador gritó «¡Corte!» y luego le dijo: «Una actriz que empieza no puede darse el lujo de tener noviecitos». Le dijo que no era a ella a quien Luis iba a ver, sino a él, porque deseaba ser realizador. Su participación no se rodó y al día siguiente le comunicaron que estaba fuera, aunque podía cobrar sus dos días de trabajo. Nunca fue. Lo ocurrido le causó tal trauma que durante los 10 años de su carrera, cada vez que decían «¡Cámara!» ella titubeaba y se le torcía un poco la boca.
A pesar de aquello, Peralta no quitó el dedo del renglón, seguía con el deseo de ser actriz, le atraía y quería cumplir con ese gusto.
Su encuentro con Spota y en especial la amistad que surgió entre ellos, fue determinante. Evidentemente Luis y ella terminaron siendo novios, aunque ella confiesa que él estaba casado.
Sus progenitores se fueron a vivir a Mazatlán, y ella se quedó con su departamento, una temporada en compañía de su madre y otra con su hermana.

### Dentro del cine
Fue en La negra Angustias, película de Matilde Landeta, el debut de Elda. Matilde le dio un papel buenísimo y francamente quedó muy bien. Decidió tomar clases de actuación con Celestino Gorostiza, comenzaban los 50. El mismo Gorostiza le dio en teatro el protagónico de Juana de Arco.
A lo largo de su carrera hizo más de 40 películas, entre otras: Hipócrita (Dir. Miguel Morayta Martínez, 1949); La negra Angustias (Dir. Matilde Landeta, 1949); Necesito dinero (Dir. Miguel Zacarías, 1951); Cárcel de mujeres (Dir. Miguel M. Delgado, 1951); Acuérdate de vivir (1952); Chucho el roto (Dir. Miguel M. Delgado, 1954); El Águila Negra vs. los diablos de la pradera (Dir. Ramón Peón, 1956), donde canta con la voz de la Prieta Linda; Maratón de baile (Dir. René Cardona, 1957); Cuando ¡Viva Villa! es la muerte (Dir. Ismael Rodríguez, 1958) y Cuernavaca en primavera (Dir. Julio Bracho, 1965).
En 1965 le llamó José Luis Bueno para Cuernavaca en primavera, su último filme.

### Como escritora
Compartió con Luis Spota el seudónimo de Óscar Ayala (nombre del padre de Elda y apellido de su madre), con el que escribió algunas historias para el cine. Estudió la primaria y High School en los Estados Unidos. Realizó estudios de Literatura inglesa, griega, francesa y española en University of London (1966), y de Literatura francesa e Historia del Arte en Université de París (1966-1968). Cursó además arte dramático, pantomima, danza y canto, tanto en México como en Nueva York (1950-1960).[cita requerida]
Elda Peralta fue profesora de historia del teatro en el Instituto Nacional de Bellas Artes y Literatura (INBA, 1971-1972). Colaboró en la revista Diner's  de México, en el suplemento cultural de El Heraldo de México (1970-1983), en la revista Viva (1992) y en la revista Plural (Sección de Teatro 1980-1986). De 1973 a 1985 dirigió los programas televisivos de Luis Spota, tales como: Cada noche lo inesperado (producido por Televisa); Fuera de serie, La hora 25, Diálogo abierto, Viajes, De todo y de nada (producidos por el Canal 13).

## Muerte
El 15 de mayo de 2024, Peralta falleció a los 91 años de edad.

## Filmografía

### Cine
- 1947 Soledad ... Amiga de Evangelina (sin acreditar)
- 1949 El charro del Cristo
- 1949 Hipócrita..! ... Vendedora de cigarros
- 1950 La negra Angustias
- 1950 El pecado de quererte ... Matilde
- 1950 Inmaculada ... Guillermina Perea
- 1950 Nosotras, las taquígrafas ... Lupe, hermana de Elsa
- 1951 Flor de sangre
- 1951 El grito de la carne ... Lupe
- 1951 Trotacalles ... María; Azalea
- 1951 Crimen y castigo ... María
- 1951 Cárcel de mujeres ... Prisionera
- 1951 Salón de belleza ... Socorro
- 1952 Necesito dinero ... Emma
- 1952 Sangre en el barrio ... Lucila
- 1952 Una mujer sin amor ... Luisa
- 1952 La hija del ministro ... Lourdes, esposa de Lozano
- 1952 Apasionada ... Gloria Zavaleta
- 1953 Acuérdate de vivir ... Marta
- 1953 Mi adorada Clementina ... Norma
- 1953 Un divorcio ... Berta
- 1954 La calle de los amores ... Marta Velarde
- 1954 Chucho el Roto ... Matilde de Frizac
- 1955 Pobre huerfanita ... Leonor
- 1955 Pecado mortal ... Julia
- 1955 Música, espuelas y amor ... Alicia (sin acreditar)
- 1955 El rayo justiciero ... Coralina del Mar
- 1955 El gavilán vengador ... Carmela
- 1956 El rey de México ... Elda Negri
- 1957 Legítima defensa ... Hortensia
- 1957 La pantera negra ... Rosita Morales 'La Pantera Negra'
- 1958 Aquí está Heraclio Bernal ... Ana María
- 1958 El diario de mi madre ... Patricia
- 1958 El águila negra vs. los diablos de la pradera ... Sofía
- 1958 Maratón de baile ... Susana
- 1959 El derecho a la vida ... Sara
- 1959 Qué noche aquella
- 1959 Bendito entre las mujeres ... Modesta
- 1960 Dos gallos en palenque ... Condesa Sofía
- 1960 El esqueleto de la señora Morales
- 1960 Cuando ¡Viva Villa! es la muerte ... Señorita Cecilia, la maestra
- 1965 En este pueblo no hay ladrones
- 1966 Cuernavaca en primavera (segmento «El bombón»)
- 2002 Acosada ... Señora Godoy

### Televisión
- 1961 La brújula rota
- 1967 Rocambole

## Obra
- La época de oro sin nostalgia, Luis Spota en el cine mexicano (1988)
- Luis Spota: Las sustancias de la tierra (1990)
- Nocturno mar sin espuma (1997)
- Remedios para olvidar (1999)
- Vuelves... con tu esperar desnudo (2005)
- Seis conjuros en un pentagrama (2010)